# RINA
La arquitectura recursive interredes (RINA) es una arquitectura de red que unifica telecomunicaciones e informática distribuida. El principio fundamental de RINA es que las redes de cómputo sean justo comunicación de Inter-Proceso o IPC. RINA reconstruye la estructura global del Internet, formando un modelo que comprende una sola capa repetitiva, la DIF (Instalación Distribuida de IPC) la cual es el conjunto mínimo de componentes requeridos para permitir IPC distribuido entre procesos de aplicación. De manera inherente RINA apoya la movilidad, el multi-homing y la calidad de servicio sin la necesidad de mecanismos extras, proporcionando un entorno seguro y programable, estimulando un mercado más competitivo, y permitiendo una adopción más sencilla.